# 東京農業大学硬式野球部
東京農業大学硬式野球部（とうきょうのうぎょうだいがくこうしきやきゅうぶ、Tokyo University of Agriculture Baseball Club）は、東都大学野球連盟に所属する大学野球チーム。東京農業大学の学生によって構成されている。

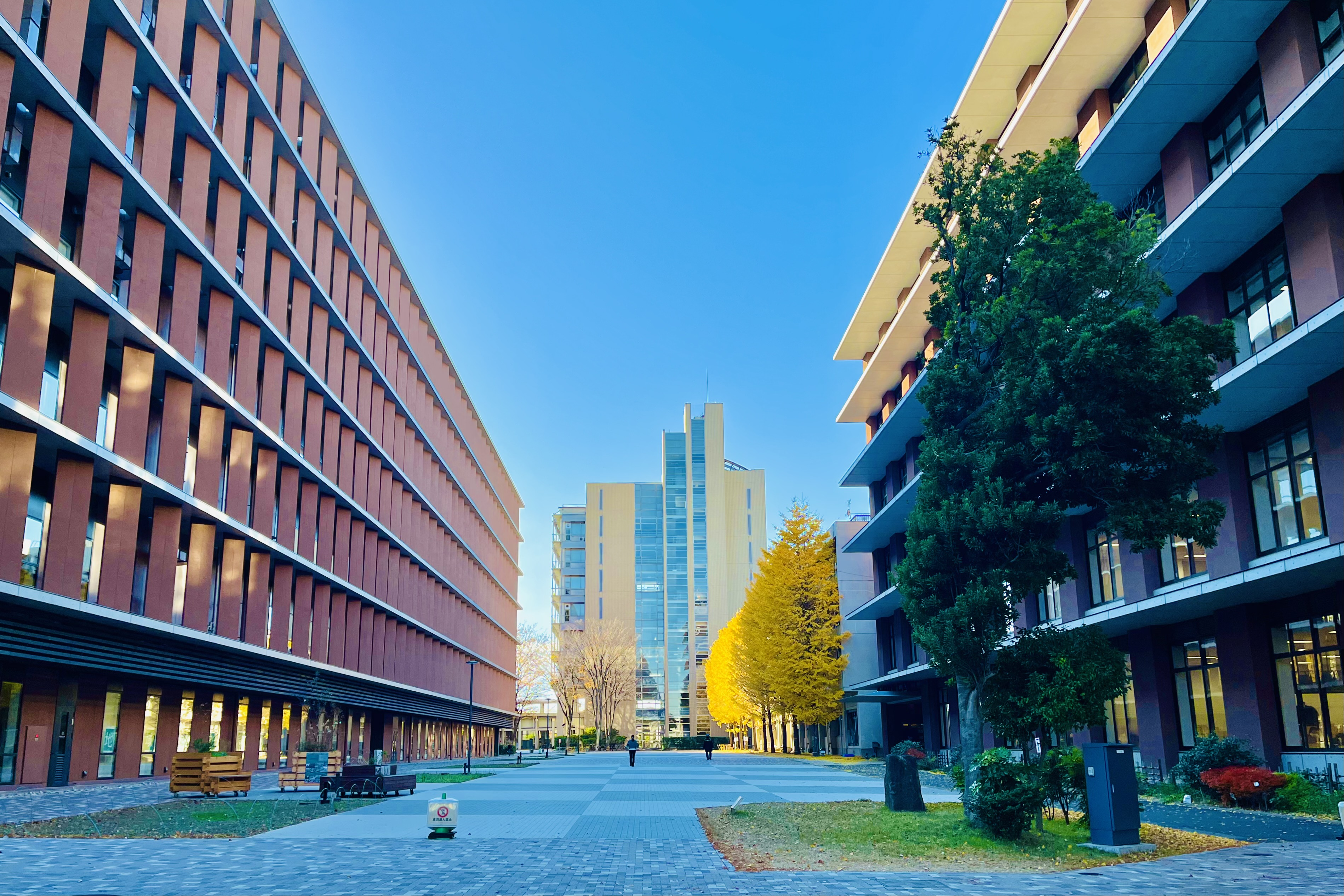
拠点である世田谷キャンパス

## 創部
1910年（明治43年）東京高等農学校農友会野球部として創部。

## 歴史
1931年（昭和6年）に五大学野球連盟（現・東都大学野球連盟）の創設と共に加盟。しかし、リーグ戦開始後8季連続最下位と苦戦し、1934年（昭和9年）秋季リーグ終了後に一時的に脱退（入れ替わりに東京商科大学が加盟）。1936年（昭和11年）秋季リーグから同リーグに再加盟している。再加盟と同時に二部リーグ制、入れ替え戦制が採用された為、前年加盟した東京商科大学と共に二部所属となる。1938年（昭和13年）秋季リーグより一部に復帰し、第二次世界大戦による中断を迎えるまで一部に在位する。
1946年（昭和21年）、東京農業大学がそれまでの渋谷区常盤松から現在の世田谷キャンパスへの移転に伴い、グラウンドも移転。
戦後のリーグ戦再開後は暫く一部に定着していたが、連盟の新規加盟校の積極的な受け入れとそれら新興校の躍進により、1950年代後半になると一部と二部の往復を余儀なくされる。1962年（昭和37年）春季リーグで最下位となり入れ替え戦で専修大学に敗れ二部に降格して以降、長きに渡り二部が主戦場となった。
大沢紀三男監督（在任：1979年 - 1988年）の下、1986年（昭和61年）春季リーグにおいて二部で優勝し、日本大学との入れ替え戦を制して一部に復帰するまで1962年春以来48季24年を要した。
1993年（平成5年）秋季リーグで一部最下位となり、立正大学との入れ替え戦に敗れ二部に降格したのを最後に一部から遠ざかり、2003年（平成15年）春季リーグでは初めて三部に降格する等、再び長い低迷期を迎えることとなる。2000年代以降、コンスタントにプロ野球選手を輩出する様になるが、二部においても最下位となり三部優勝校との入れ替え戦に回ることが多く、特に2010年代はすべて二部に在位していたものの最下位が20季中13回と低迷は深刻化していた。
この間、2010年（平成22年）秋季リーグで國學院大學が一部で初優勝した為、東都リーグ創設校（専修、中央、日大、國大、農大）の中で唯一、一部優勝経験のない大学となった。
2019年（令和元年）秋季リーグでも二部最下位となり三部優勝校の大正大学との入れ替え戦に挑んだが、2勝1敗と敗退し2度目の三部降格となった。2020年（令和2年）秋季リーグで三部で優勝、コロナ禍での特例により入れ替え戦は実施されず二部へ再度自動昇格した。
北口正光監督（在任：2022年 - ）の下、2023年（令和5年）春季リーグで3季ぶりの二部最下位となり、大正大学との入れ替え戦に敗れて三部降格。同年秋季リーグで三部優勝、二部最下位の大正大学との入れ替え戦に勝利して二部へ再昇格。翌2024年（令和6年）春季リーグで2000年（平成12年）秋季リーグ以来となる二部優勝を果たし、さらに駒澤大学との入れ替え戦も3戦目で12-1で圧倒し、1993年秋以来実に31年62季ぶりに一部昇格を果たした。

## 本拠地
東京農業大学世田谷キャンパス内にグラウンドが位置する。

かつては2部リーグ在籍時に予備球場（当時、神宮第二球場が2部メイン球場であったが祝祭日は利用できず）としてリーグ戦を開催していた。

キャンパスに隣接して野球部寮がある。

## 主な出身者
プロ野球選手
- 円子宏 - 投手（南海 - 引退）
- 菅原勝矢 - 投手（読売 - 引退）※大学中退
- 広瀬宰 - 内野手（ロッテ - 中日 - 太平洋・クラウン・西武 - 引退）
- 片平晋作 - 内野手（南海 - 西武 - 大洋 - 引退）
- 倉骨道広 - 捕手（読売 - 引退）
- 佐藤龍一郎 - 外野手（電電東京 - 大洋 - 引退）
- 橋本武広 - 投手（プリンスホテル - ダイエー - 西武 - 阪神 - ロッテ - 引退）
- 島田一輝 - 外野手（NTT関東 - 日本ハム - 引退）
- 渡邉恒樹 - 投手（NTT東日本 - 楽天 - ヤクルト - 引退）
- 鈴江彬 - 投手（神奈川BBトリニティーズ - 興農 - 横浜ベイブルース - 信濃 - ロッテ - 引退）※大学中退
- 松井佑介 - 外野手（中日 - オリックス - 引退）
- 陽川尚将 - 内野手（阪神 - 西武）
- 吉原正平 - 投手（日本生命 - ロッテ - 引退）
- 髙木伴 - 投手（NTT東日本 - オリックス - 引退）
- 谷川昌希 - 投手（九州三菱自動車 - 阪神 - 日本ハム - 引退）
- 宮﨑颯 - 投手（ソフトバンク）
- 宮里優吾 -投手(ソフトバンク)

その他
- 小倉清一郎 - 捕手（高校野球指導者。河合楽器 - 東海大学第一高校コーチ - 横浜商業高校コーチ - 横浜高校監督・部長・コーチ - 山梨学院高校コーチなど）
- ELLY - 捕手（三代目J Soul Brothers）※大学中退
- 安藤龍 - 外野手（PureBoys）

## 関係者
- 大沢紀三男 - プロ野球引退後に同大学監督を務めた。
- 桑元孝雄 - コーチ（2018年 - ）
- 北口正光 - 監督（2022年4月 - ）